# Kerk van Bregninge (Ærø)
De Kerk van Bregninge (Deens: Bregninge Kirke) behoort tot de drie oudste kerken op het eiland Ærø, Denemarken. De kerk werd gebouwd in de jaren 1200, in een tijd dat het christendom de voornaamste religie van het land werd en talrijke nieuwe kerken werden gebouwd.

## Architectuur
De kerk is een oorspronkelijk romaanse kerkgebouw. De toren en het voorportaal werden rond 1500 in de laat-gotische periode toegevoegd. In dezelfde periode werd het vlakke romaanse plafond vervangen door de huidige gotische gewelven.
Het noordelijke vrouwenportaal werd dichtgemetseld en vormt tegenwoordig binnen een nis waar een beeld van Christus als Man van Smarten staat.
De gotische spits is karakteristiek voor Sleeswijk en met eiken schaliën gedekt. In de toren hangen klokken uit 1677 en 1678, die werden gegoten in Husum in het huidige Zuid-Sleeswijk. De latijnse tekst op de grootste klok luidt (vertaald)  Ere zij God in de hoge / Claus Asmusen heeft mij in Husum gegoten in 1677. Beide klokken dragen een reliëf van de gekruisigde Christus met Maria aan de voet van het kruis. 

## Interieur

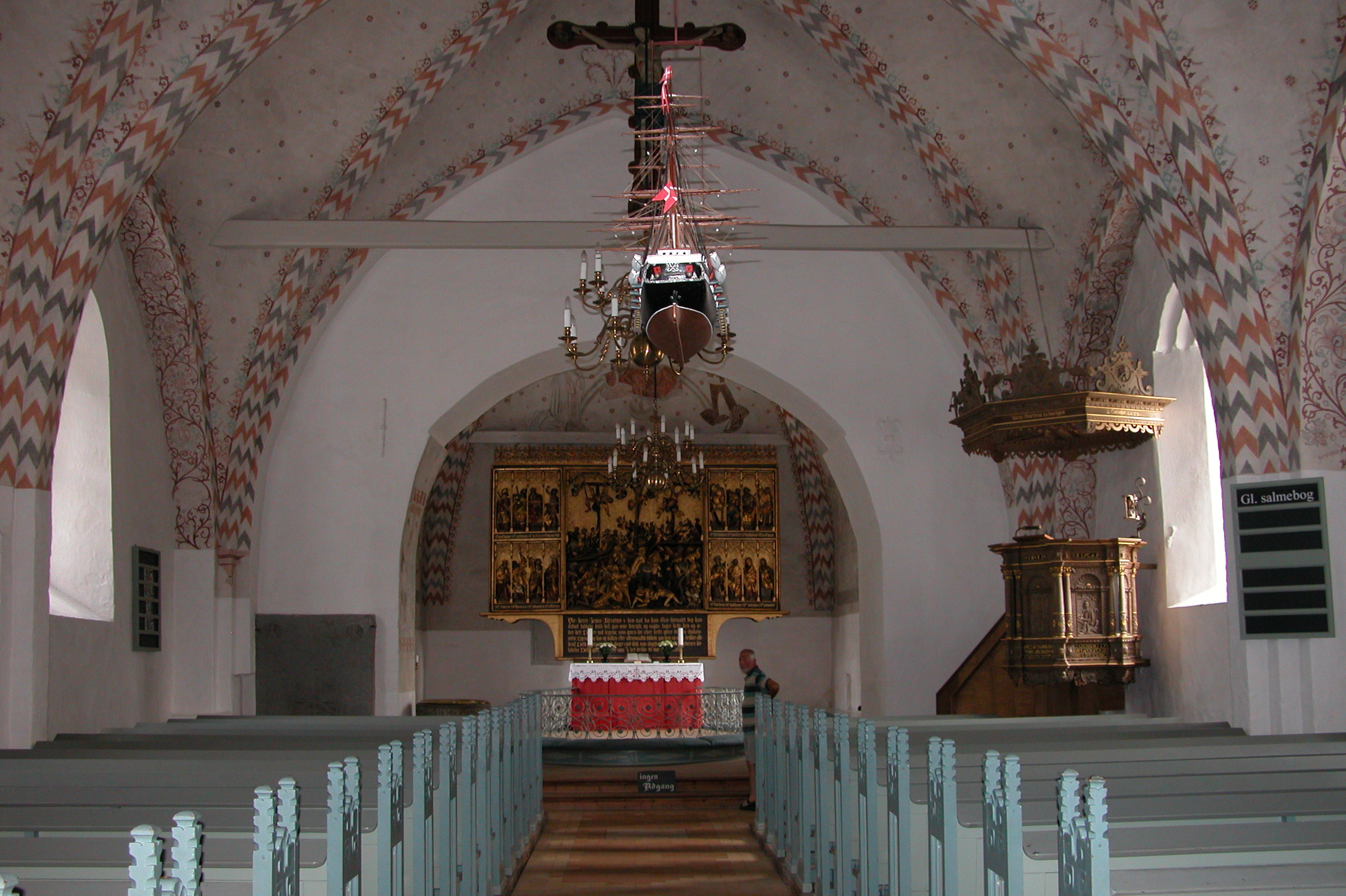
Overzicht interieur

Uit de late middeleeuwen stamt het kruisbeeld boven de koorboog.
De renaissance kansel uit 1612 is versierd met fraai houtsnijwerk en reliëfs van de evangelisten en de Kruisiging.
De bovenste rand van de cuppa van het romaanse granieten doopvont is versierd met kruisen, de rest van de cuppa met ranken en lelies. Op de vierkante voet zijn hoofden van mannen aangebracht.
In het kerkschip hangen de modellen van een driemaster en een zeilschip.
Het kerkorgel is oorspronkelijk een instrument van Marcussen uit 1940-1941, maar werd door de orgelbouwer Frobenius in 1993 verbouwd en heeft tegenwoordig 15 stemmen.

#### Fresco's
De laatgotische muurfresco's uit 1510 werden in de jaren 1915-1922 blootgelegd en voor het laatst in 1956 door Egmont Lind gerestaureerd. In de oostelijke gewelfkap van het koor is een voorstelling van Christus als wereldrechter afgebeeld. Christus heeft plaatsgenomen op het firmament en rust met de voeten op de aarde. Hij wordt geflankeerd door Maria en Johannes, terwijl engelen op hun bazuinen blazen om de doden tot leven te wekken. In de zuidelijke kap wordt de Hemelvaart van Jezus afgebeeld. Maria en de apostelen knielen naar de rots, terwijl van Christus slechts de achtergebleven voetenafdrukken op de rots zijn te zien en de voeten die zich nog net onder de wolken bevinden. Zowel de voeten onder de wolken als de voetafdrukken in de rots tonen de wonden van Jezus. Op de zuidelijke muur zijn de Geseling en de Doornkroning te zien.
Aan de noordelijke koormuur beelden de fresco's het leven van Johannes de Doper uit. De acht fresco's zijn gebaseerd op het evangelie volgens Lucas en worden in twee stroken van vier fresco's verdeeld. Vermoedelijk stond een geïllustreerd boek uit de Nederlanden model voor de fresco's. De fresco's worden van elkaar gescheiden door een ornamentale band, terwijl boven de fresco's een fries is aangebracht met bloemmotief. Sommige fresco's bleven slechts fragmentarisch bewaard.
In het noordelijke deel van de koorboog is een voorstelling van een piëta te zien. Aan de noordelijke gewelfkap van het eerste travee bevindt zich een narrenhoofd met de datum 1513. Verspreid over de overige traveeën zijn fresco's van Sint-Thomas, een man met een vlegel en een schild, Sint-Andreas en (vermoedelijk) Sint-Clemens aangebracht.

#### Altaar
Het vleugelaltaar dateert nog uit de tijd van voor de reformatie. Het werd gebouwd door de beeldhouwer Claus Berg in zijn atelier in Odense. Het middenveld van het altaarstuk toont de Kruisiging van Jezus op Golgotha. In de vleugels staan 16 beelden van verschillende heiligen. Jezus wordt geflankeerd door de eveneens gekruisigde misdadigers. Bij de berouwvolle misdadiger bevindt zich een engel om zijn ziel naar de hemel te geleiden, terwijl de duivel de ziel opwacht bij de misdadiger die in zijn laatste ogenblikken geen berouw toonde. Aan de voet van het kruis bevinden zich talrijke figuren. Maria Magdalena houdt het kruis vast, terwijl Maria in onmacht valt en wordt ondersteund door Johannes. In het middenveld bevinden zich rechts twee ridders te paard, van wie verondersteld wordt dat ze koning Johan en zijn zoon Christiaan I voortellen. Sinds 1974 werd de katholieke traditie om het altaar te sluiten tijdens de vastenperiode geherintroduceerd. Er zijn dan vier passieschilderijen van een onbekende meester van de Donau-school te zien.

## Afbeeldingen

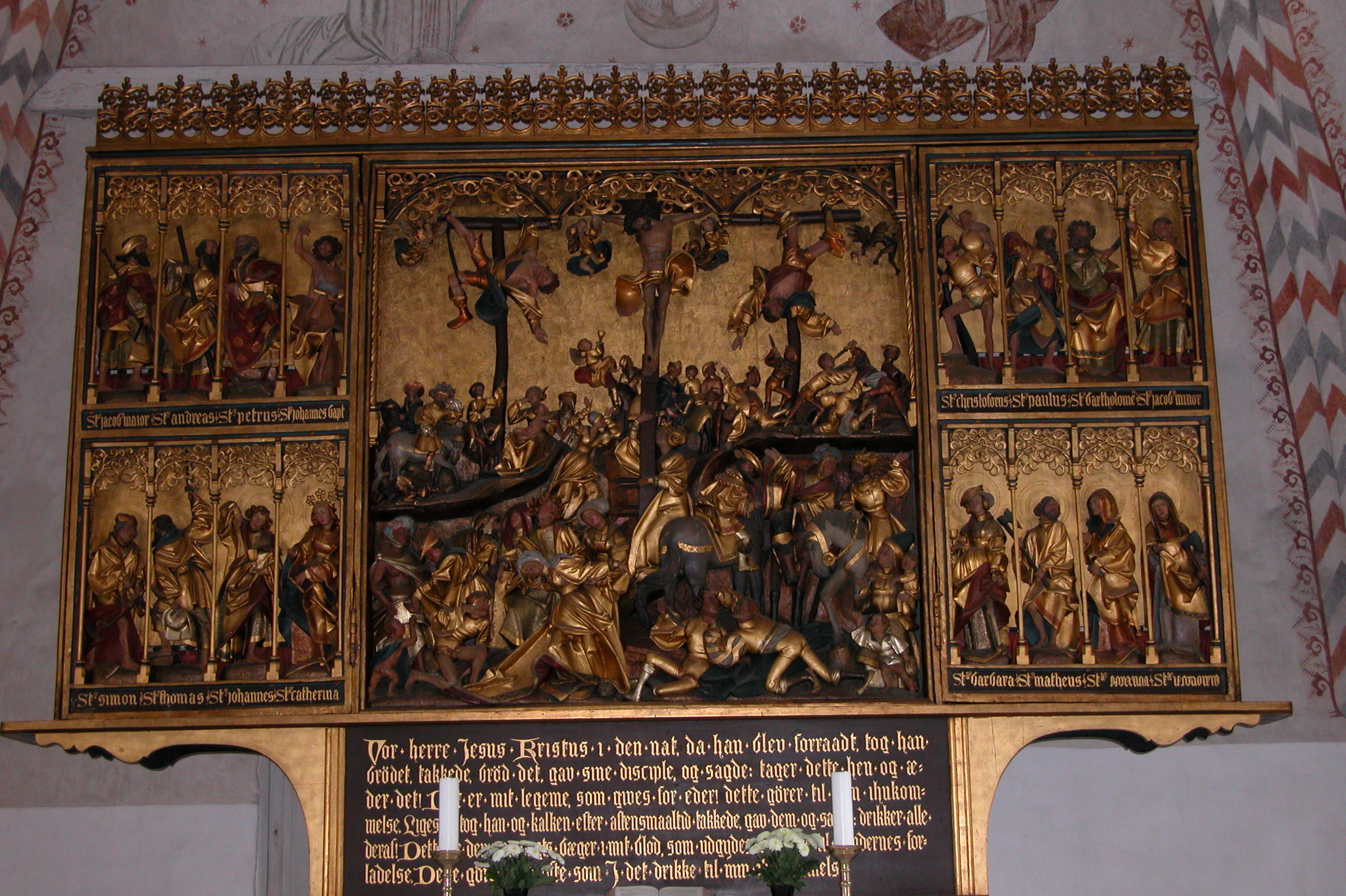
Altaarstuk
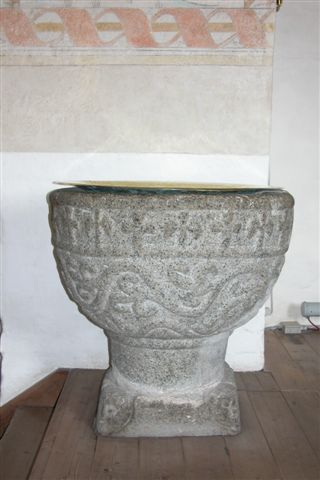
Granieten doopvont
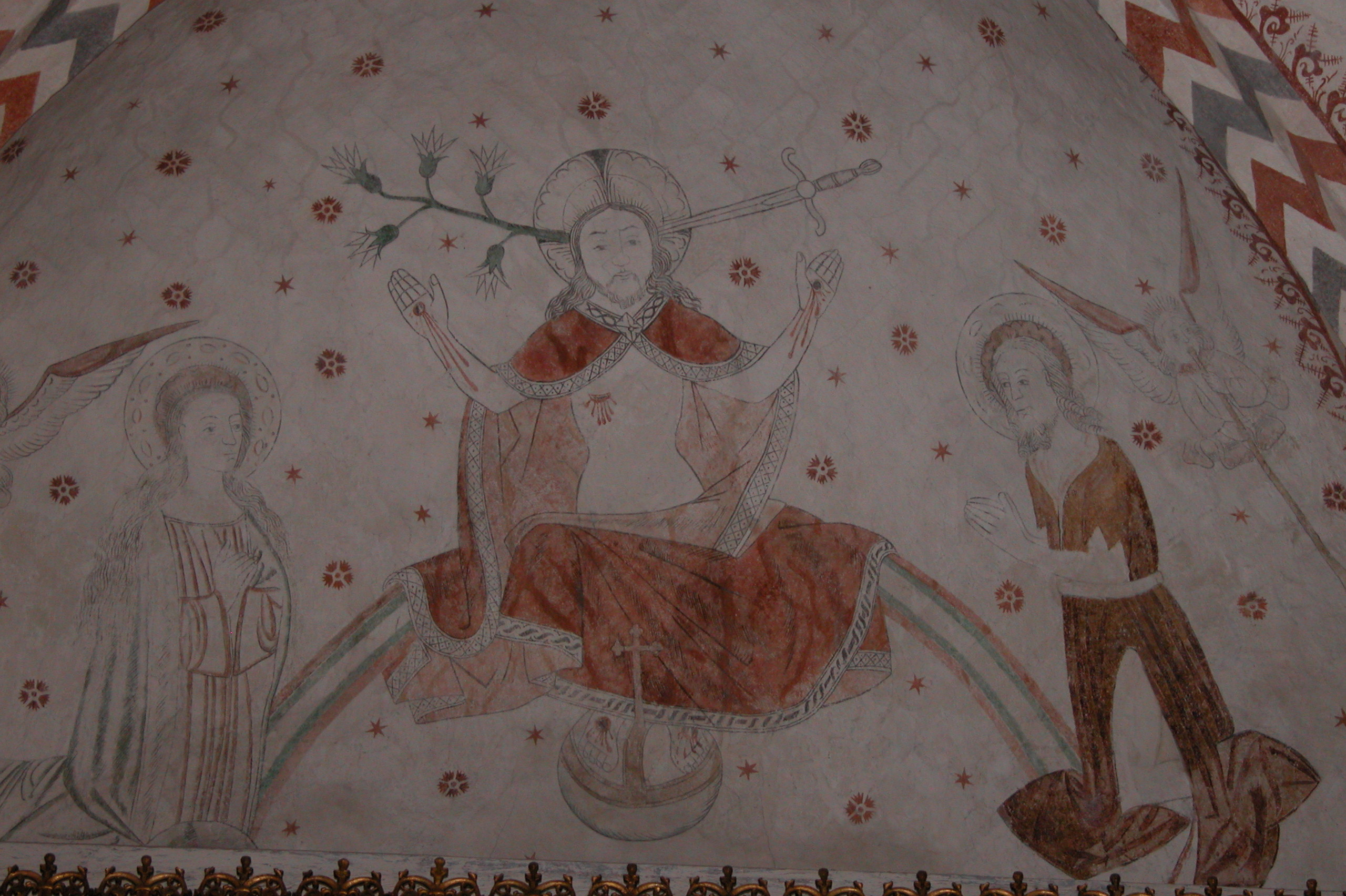
Fresco Jongste Gericht
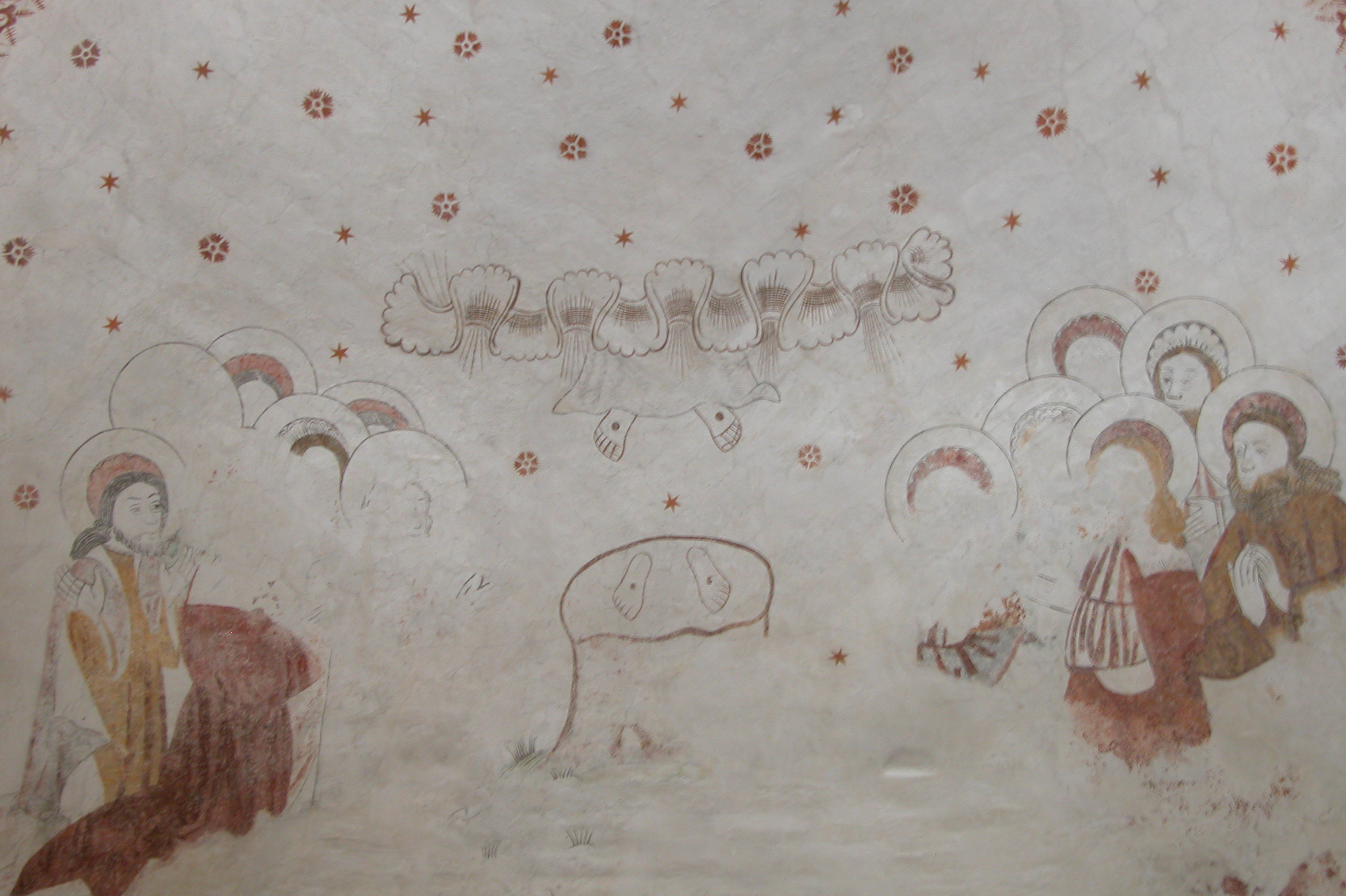
Fresco Hemelvaart